# Oxazepam
Oxazepam is een benzodiazepine, vooral tot ca. 1985-1990 bekend onder de merknaam Seresta.

## Werking
Het is een direct werkend kalmeringsmiddel en helpt gevoelens van angst en spanning te verminderen. Het werkt tevens anti-convulsief. De piek in werkzaamheid wordt bereikt na circa 2 tot 3 uur en de halveringstijd van het middel bedraagt 4 tot 15 uur na inname.
Tabletten van 10 en 50 mg zijn verkrijgbaar. De tabletten van 50 mg worden niet snel door een arts voorgeschreven, aangezien dit een hoge dosis betreft. Experts plaatsen grote vraagtekens bij het veelvuldig gebruik van oxazepam.
Bij een alcoholverslaving wordt dit middel soms ingezet om de ontwenningsverschijnselen te verminderen, in het bijzonder angst, misselijkheid en zweten. Bij artsen gaat de voorkeur vaker uit naar een langwerkende benzodiazepine, aangezien oxazepam vrij snel is uitgewerkt.
Ook kan oxazepam intraveneus (per injectie in een ader) worden toegediend of intramusculair (in een spier), indien snelle of plaatselijke sedering gewenst is. Intraveneuze of intramusculaire toediening is een sterk afwijkende (niet-gangbare) toedieningswijze.
Vanwege de korte werkingstijd kan oxazepam al snel verslavend werken en het is raadzaam oxazepam voor slaapklachten niet langer dan enkele weken te gebruiken. Doet men dit wel, dan kan het voorkomen dat men niet meer zonder oxazepam in slaap kan vallen, of steeds meer nodig heeft, door verhoogde tolerantie. Voor angst- en spanningsklachten is de maximaal aanbevolen tijd om het te gebruiken enkele weken tot enkele maanden. Bij zowel langdurend als kortdurend gebruik is het raadzaam de dosering langzaam te verminderen alvorens te stoppen. Bij sommige personen kan oxazepam, zelfs in lage doseringen en bij kortdurend gebruik (tot enkele weken) al (lichte) ontwenningsverschijnselen geven. Verslavingsgevoelige personen en personen met een voorgeschiedenis van alcohol- en/of drugsverslaving zijn hier vaak gevoelig voor.
Oxazepam is een van de weinige benzodiazepinen zonder actieve metaboliet. Dit betekent dat het lichaam oxazepam vrij snel via de nieren naar buiten werkt en daardoor is een fatale overdosering na toediening van veel vocht vrijwel onmogelijk.
In 2006 was oxazepam het meest voorgeschreven medicijn in Nederland en het behoort sindsdien nog steeds tot de meest voorgeschreven medicijnen.
Oxazepam is ook een veel gebruikt middel bij stress of burn-out klachten.

## Schadelijk voor het milieu
Zweedse onderzoekers hebben ontdekt dat sporen van oxazepam via menselijke urine in waterlopen terechtkomen. Dit geneesmiddel zorgt ervoor dat het eetpatroon van vissen sterk gewijzigd wordt. Deze studie werd gepubliceerd in het wetenschappelijke tijdschrift Science.
De wetenschappers stelden baarzen bloot aan dit middel, in dezelfde concentraties zoals die ook in Zweedse waterlopen worden gemeten. Daaruit bleek dat de blootgestelde vissen minder sociaal en stoutmoediger werden. De baarzen verlieten hun schuilplaatsen veel eerder, terwijl hun niet-blootgestelde soortgenoten zich verborgen hielden. De oxazepam-vissen bleken ook sneller te eten. Dit graasgedrag kan gevolgen hebben voor de rest van het ecosysteem. Als de baarzen meer zoöplankton eten, blijft er minder van dit plankton over om algen te verwijderen, waardoor algenbloei gestimuleerd wordt.
Volgens de onderzoekers ligt de oplossing van het probleem in het ontwikkelen en plaatsen van betere zuiveringsinstallaties.